# Milano-Torino 2003
La Milano-Torino 2003, ottantottesima edizione della corsa, fu disputata il 15 ottobre 2003, per un percorso totale di 198 km. Venne vinta dall'italiano Mirko Celestino giunto al traguardo con il tempo di 4h56'52" alla media di 40,018 km/h.
Presero il via a Novate Milanese 174 ciclisti, 163 di essi portarono a termine la gara.

## Ordine d'arrivo (Top 10)
| Pos. | Corridore           | Squadra       | Tempo    |
| ---- | ------------------- | ------------- | -------- |
| 1    | Mirko Celestino     | Saeco         | 4h56'52" |
| 2    | Davide Rebellin     | Gerolsteiner  | s.t.     |
| 3    | Martín Perdiguero   | Domina Vac.   | s.t.     |
| 4    | Pablo Lastras       | Illes Balears | s.t.     |
| 5    | Gerrit Glomser      | Saeco         | s.t.     |
| 6    | Fränk Schleck       | Team CSC      | s.t.     |
| 7    | Ángel Vicioso       | ONCE-Eroski   | s.t.     |
| 8    | Matthias Kessler    | Team Telekom  | s.t.     |
| 9    | Dmitri Fofonov      | Cofidis       | s.t.     |
| 10   | José Iván Gutiérrez | Illes Balears | s.t.     |